# Ческа Камениці
Ческа Камениці (чеськ. Česká Kamenice; нім. Böhmisch Kamnitz) — місто на північному заході Чехії, в окрузі Дечин Устецького краю.
Розташоване приблизно в 20 км на схід від міста Дечин, на річці Каменіце (притока Лаби), на висоті 338 м над рівнем моря.
Перші письмові згадки про населений пункт відносяться до 1352.

## Пам'ятки
- Замок Ческа Камениці першої половини XVI століття, суттєво перебудований в XVII столітті. У 1792 був побудований критий перехід в стилі бароко, що з'єднує замок з костелом. Наступні зміни в класичному стилі були зроблені у 1847—1849.
- Деканський костел Св. Якова Старшого XVI століття.
- Ратуша — сьогоднішню будівлю на Площі Миру місто придбало наприкінці XVI століття,  реконструкція в стилі класицизму була проведена у 1846—1847. Фасад над порталом прикрашений гербом Вартенберків з 1591.
- Фонтан (1575) з колоною та бароковою статуєю. Біля фонтану на бруківці встановлена велика кам’яна підкова, яка вказувала, наскільки далеко можна було виставити худобу на продаж на ярмарку.
- Каплиця Різдва Пресвятої Богородиці (1739) є державною пам’яткою культури, походження якої пов’язане з численними чудами Діви Марії Каменіцької.

## Населення
| Рік  | Чисельність | Чисельність |
| ---- | ----------- | ----------- |
| 1869 | 8243        | [ 8 ]       |
| 1880 | 9036        | [ 8 ]       |
| 1890 | 9008        | [ 8 ]       |
| 1900 | 9308        | [ 8 ]       |
| 1910 | 9675        | [ 8 ]       |
| 1921 | 8786        | [ 8 ]       |
| 1930 | 9284        | [ 8 ]       |

| Рік  | Чисельність | Чисельність |
| ---- | ----------- | ----------- |
| 1950 | 5383        | [ 8 ]       |
| 1961 | 5560        | [ 8 ]       |
| 1970 | 5477        | [ 8 ]       |
| 1980 | 5585        | [ 8 ]       |
| 1991 | 5646        | [ 8 ]       |
| 2001 | 5492        | [ 8 ]       |
| 2011 | 5525        | [ 8 ]       |

| Рік  | Чисельність | Чисельність |
| ---- | ----------- | ----------- |
| 2014 | 5425        | [ 9 ]       |
| 2016 | 5347        | [ 10 ]      |
| 2017 | 5293        | [ 11 ]      |
| 2018 | 5293        | [ 12 ]      |
| 2019 | 5247        | [ 13 ]      |
| 2020 | 5235        | [ 14 ]      |
| 2021 | 5196        | [ 15 ]      |

| Рік  | Чисельність | Чисельність |
| ---- | ----------- | ----------- |
| 2021 | 5095        | [ 16 ]      |
| 2022 | 5028        | [ 17 ]      |
| 2023 | 5103        | [ 18 ]      |
| 2024 | 5082        | [ 19 ]      |
| 2025 | 5037        | [ 5 ]       |

| Рік  | Чисельність | Чисельність |
| ---- | ----------- | ----------- |
| 1869 | 8243        | [ 8 ]       |
| 1880 | 9036        | [ 8 ]       |
| 1890 | 9008        | [ 8 ]       |
| 1900 | 9308        | [ 8 ]       |
| 1910 | 9675        | [ 8 ]       |
| 1921 | 8786        | [ 8 ]       |
| 1930 | 9284        | [ 8 ]       |

| Рік  | Чисельність | Чисельність |
| ---- | ----------- | ----------- |
| 1950 | 5383        | [ 8 ]       |
| 1961 | 5560        | [ 8 ]       |
| 1970 | 5477        | [ 8 ]       |
| 1980 | 5585        | [ 8 ]       |
| 1991 | 5646        | [ 8 ]       |
| 2001 | 5492        | [ 8 ]       |
| 2011 | 5525        | [ 8 ]       |

| Рік  | Чисельність | Чисельність |
| ---- | ----------- | ----------- |
| 2014 | 5425        | [ 9 ]       |
| 2016 | 5347        | [ 10 ]      |
| 2017 | 5293        | [ 11 ]      |
| 2018 | 5293        | [ 12 ]      |
| 2019 | 5247        | [ 13 ]      |
| 2020 | 5235        | [ 14 ]      |
| 2021 | 5196        | [ 15 ]      |

| Рік  | Чисельність | Чисельність |
| ---- | ----------- | ----------- |
| 2021 | 5095        | [ 16 ]      |
| 2022 | 5028        | [ 17 ]      |
| 2023 | 5103        | [ 18 ]      |
| 2024 | 5082        | [ 19 ]      |
| 2025 | 5037        | [ 5 ]       |

|  |

## Міста-побратими
Бад-Шандау, Німеччина

## Галерея

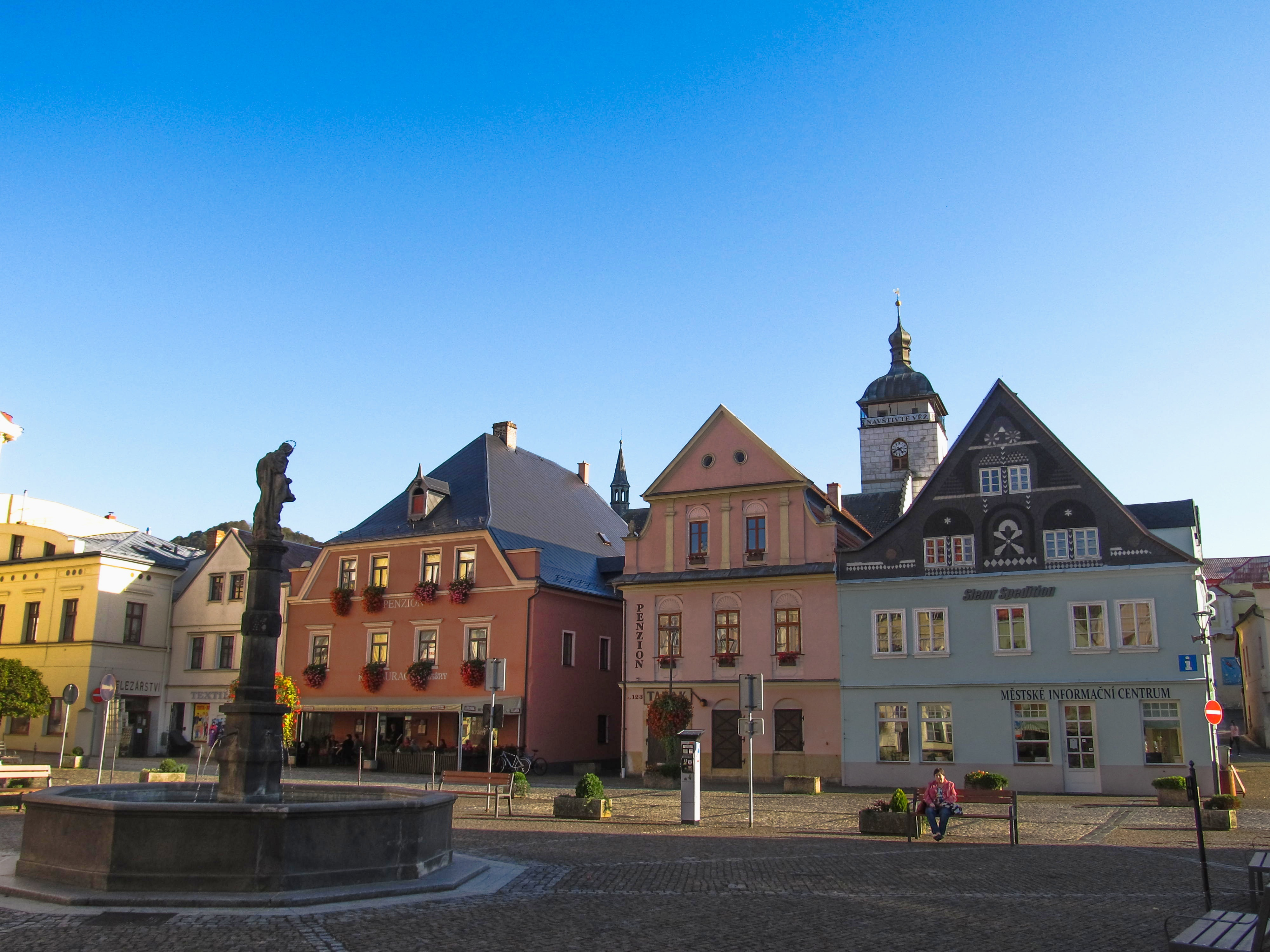
Північна частина площі Миру
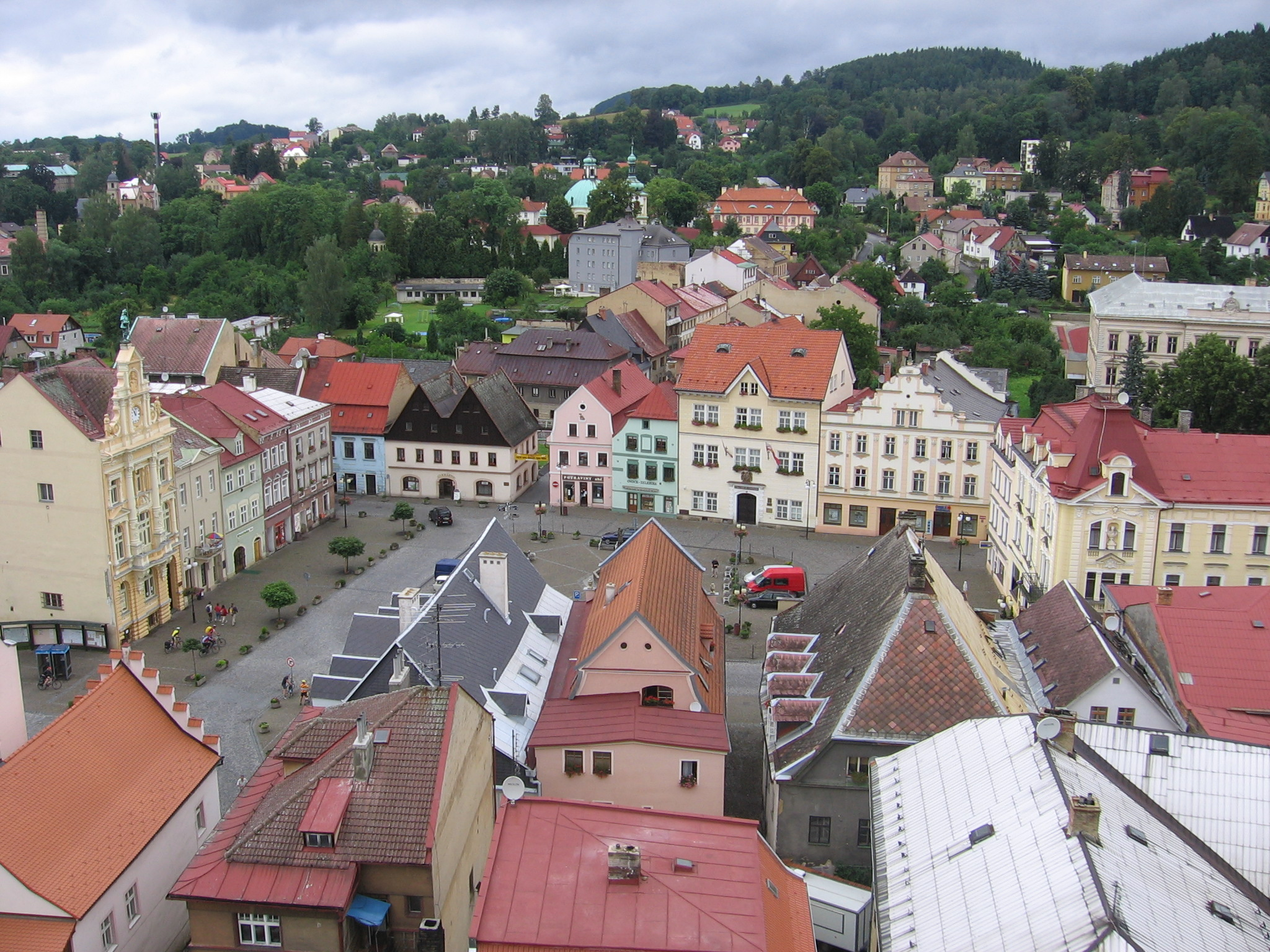
Площа Миру
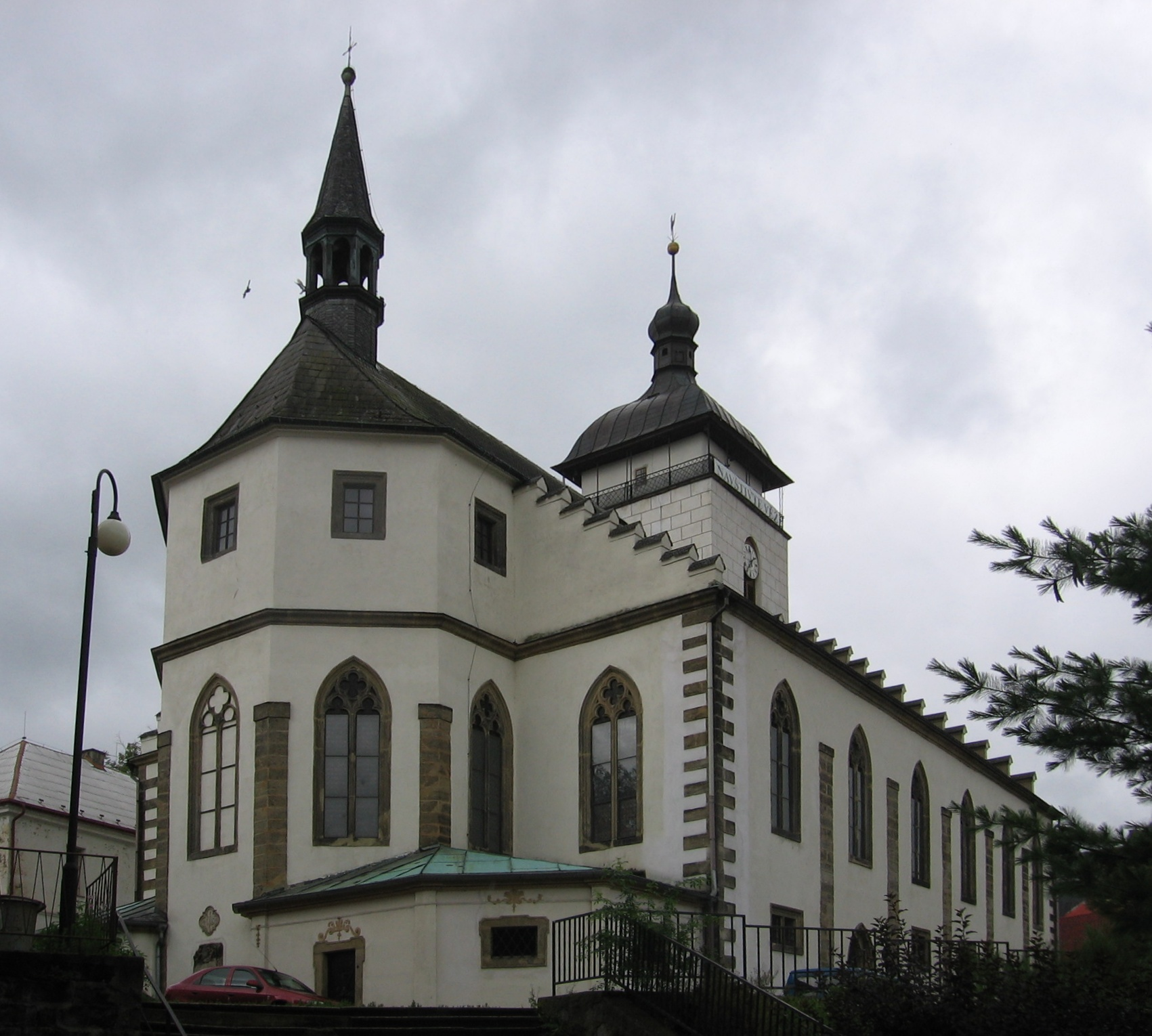
Костел Св.Якова Старшого
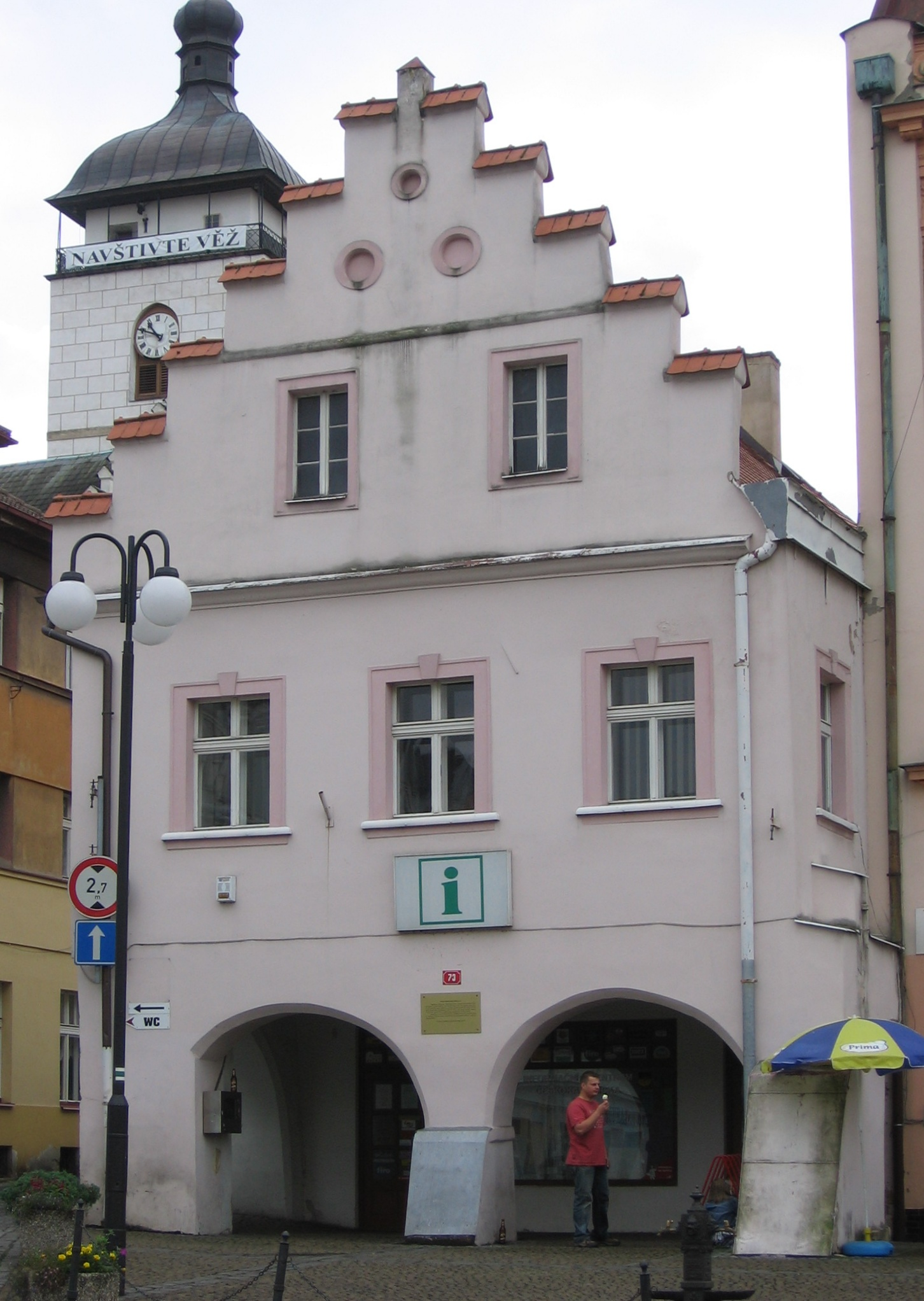
Старовинний дім
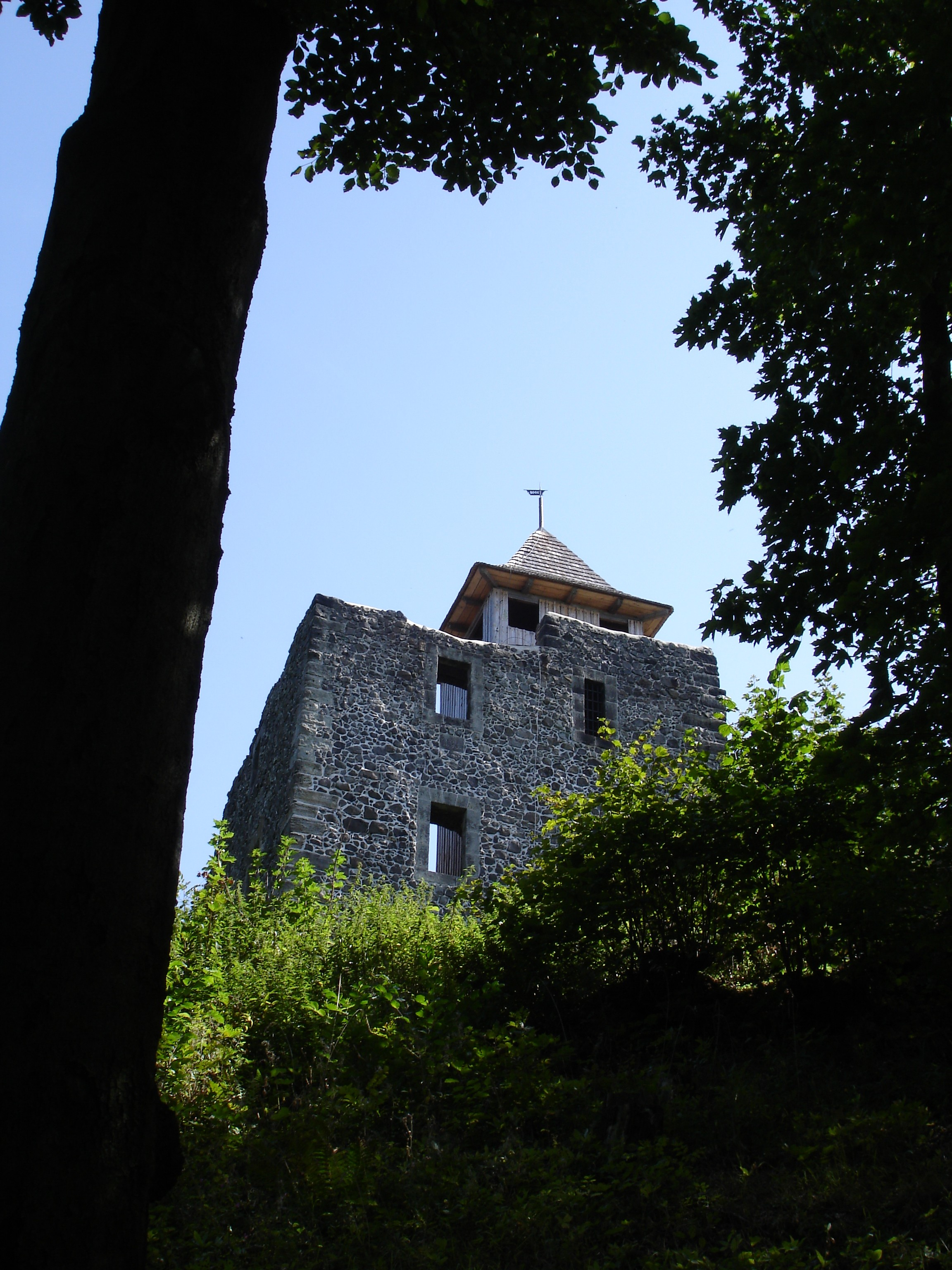
Каменіцкий замок
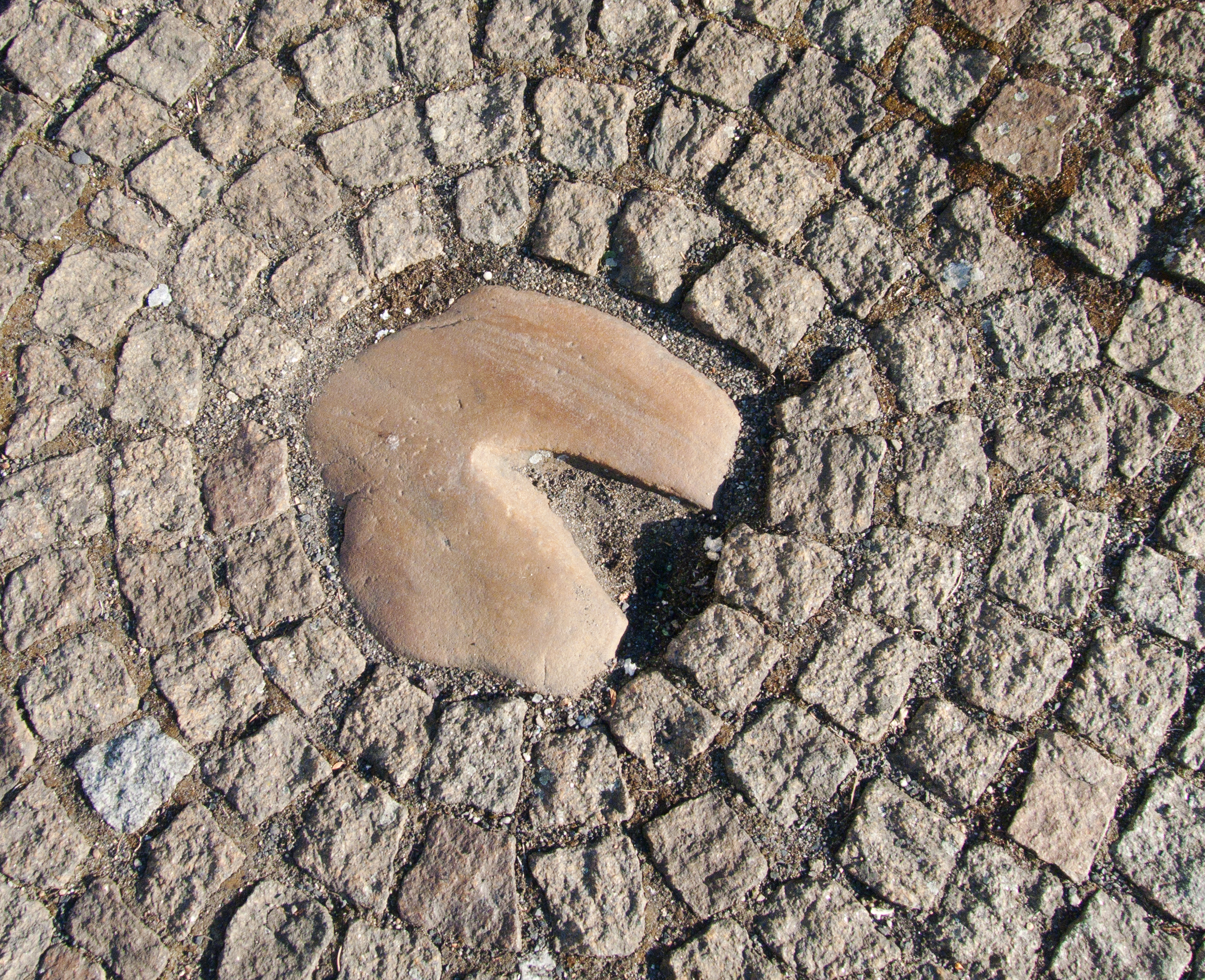
Кам'яна підкова на площі
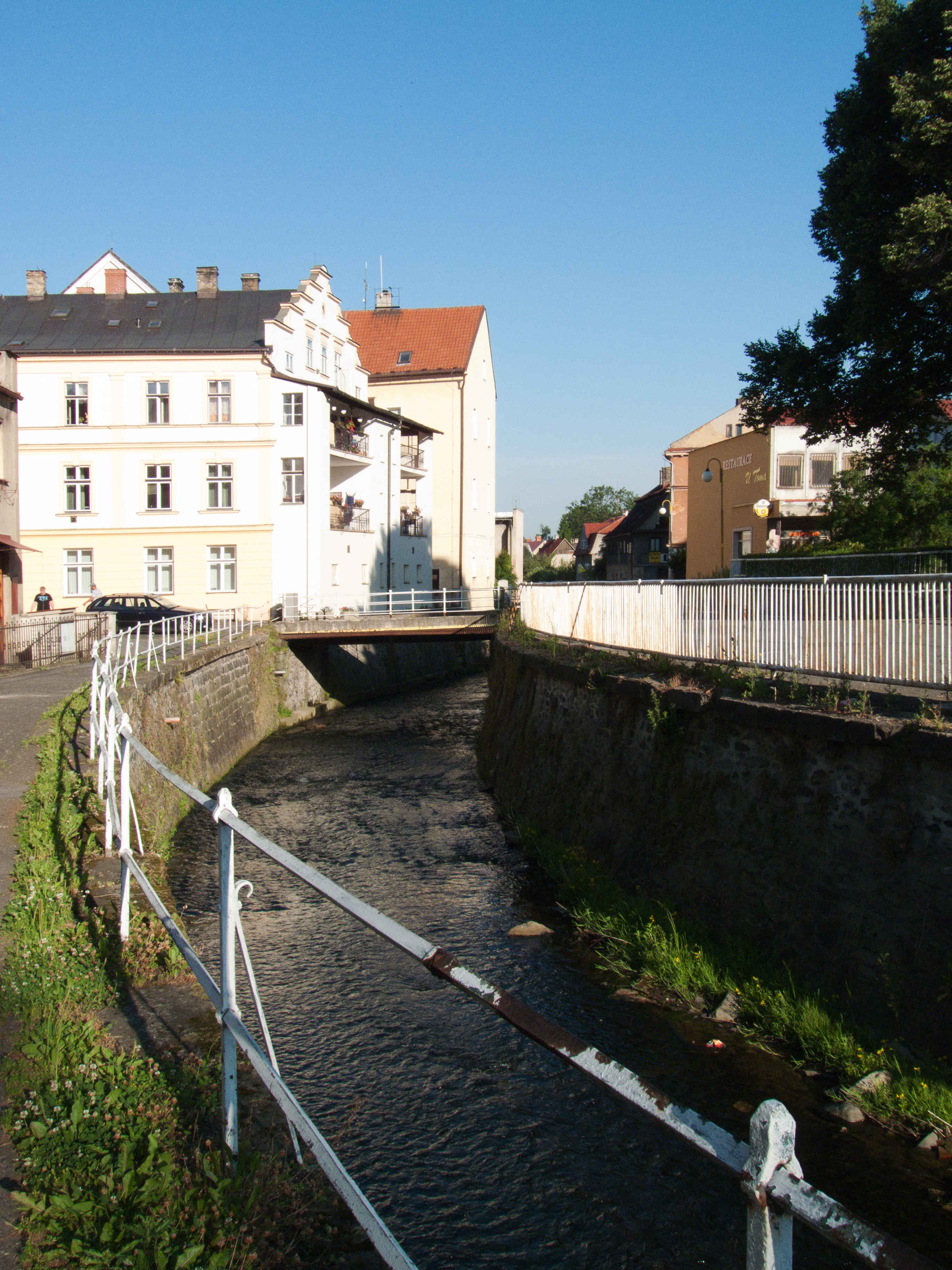
Ріка Каменіце
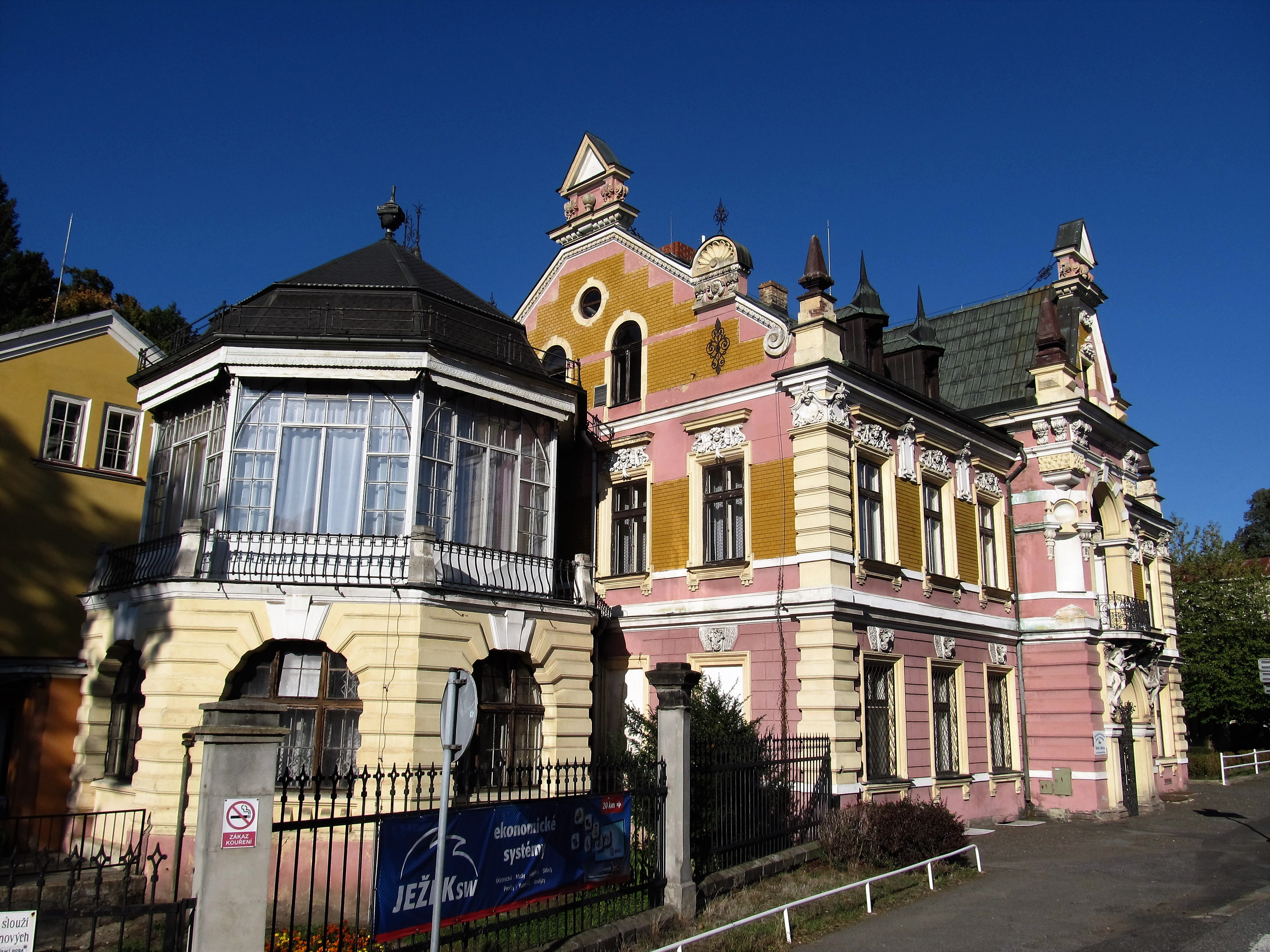
Дитячо-юнацький центр
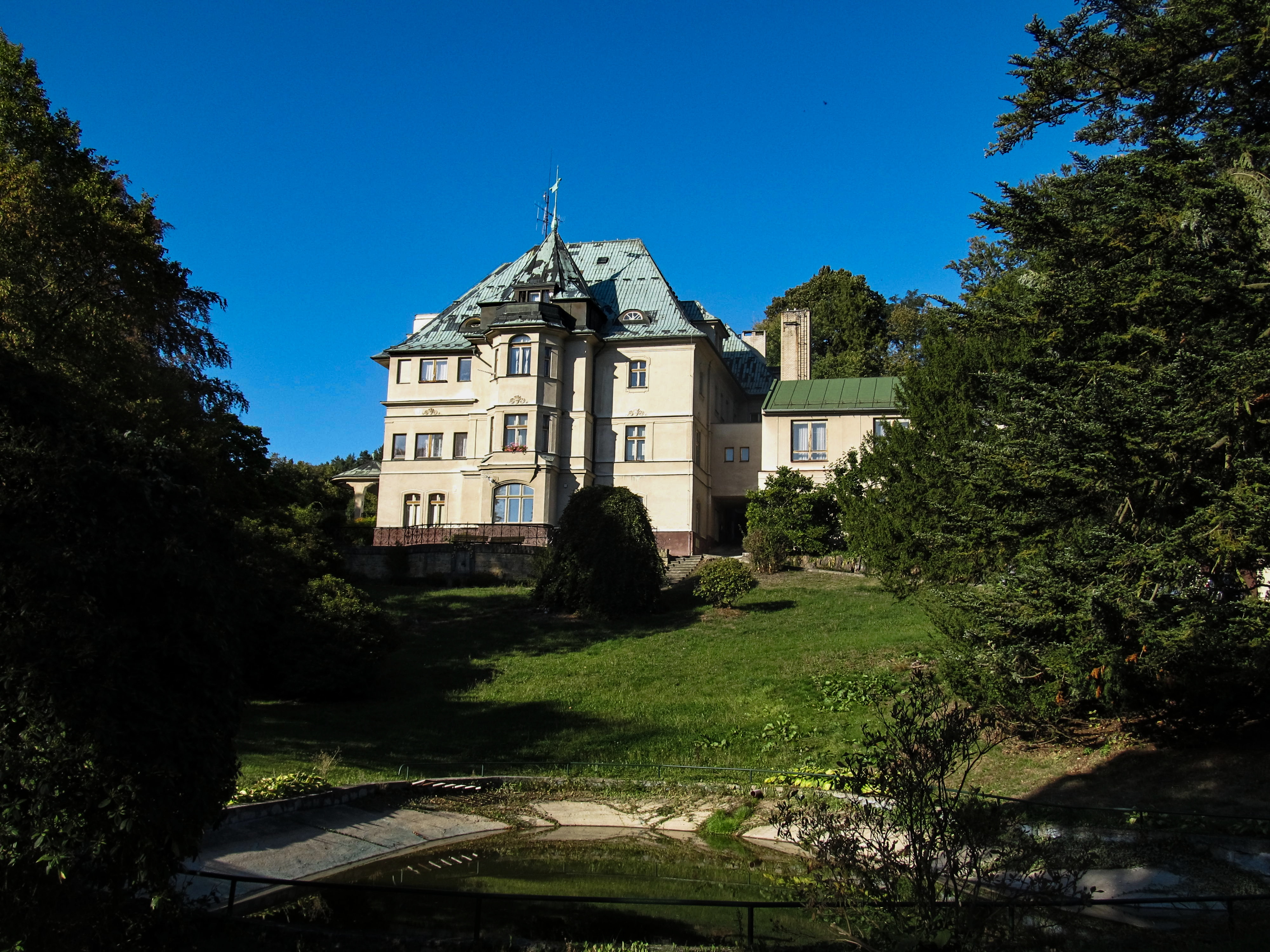
Притулок (колишня вілла підприємця Емануеля Карша)
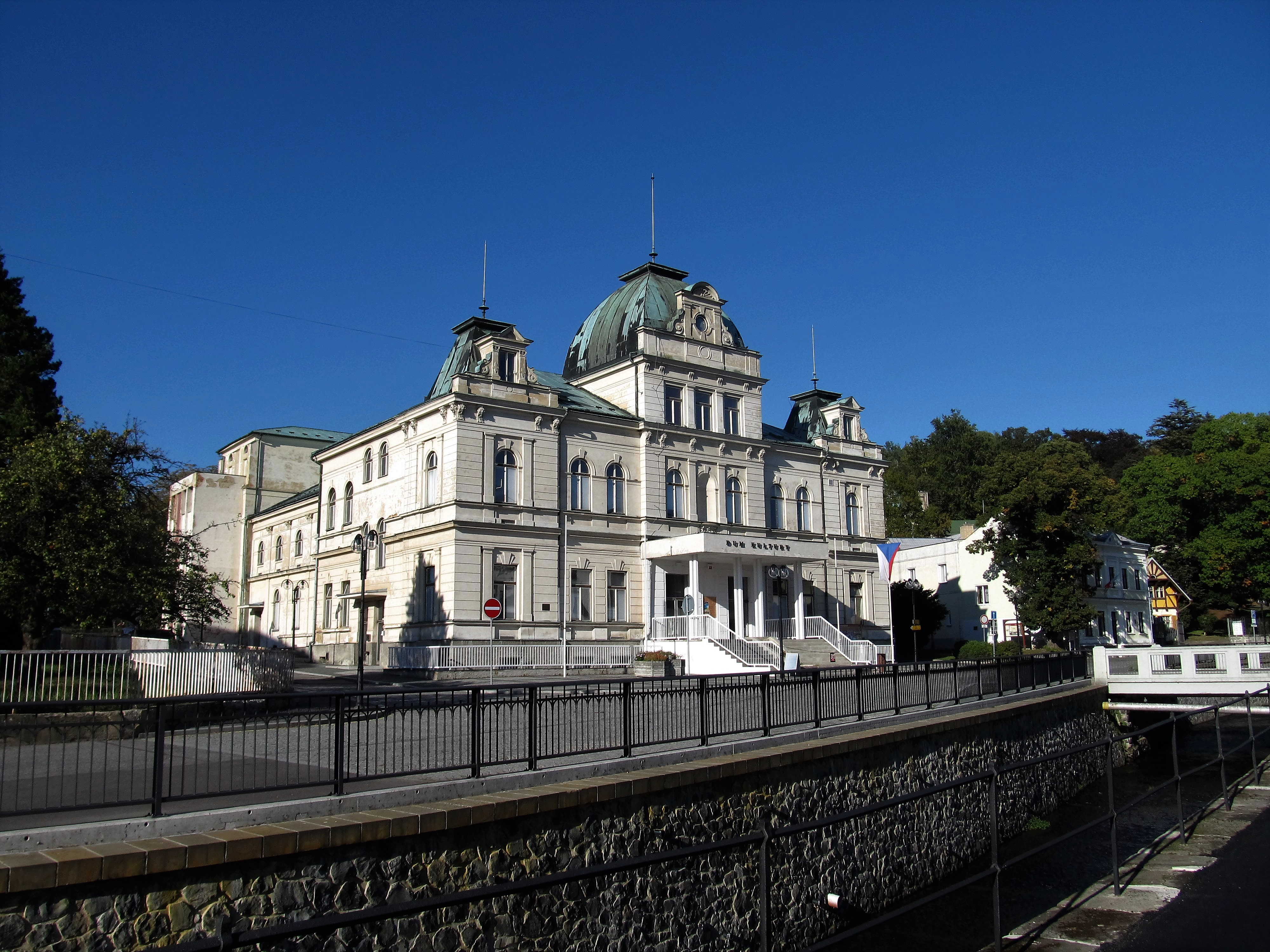
Будинок культури
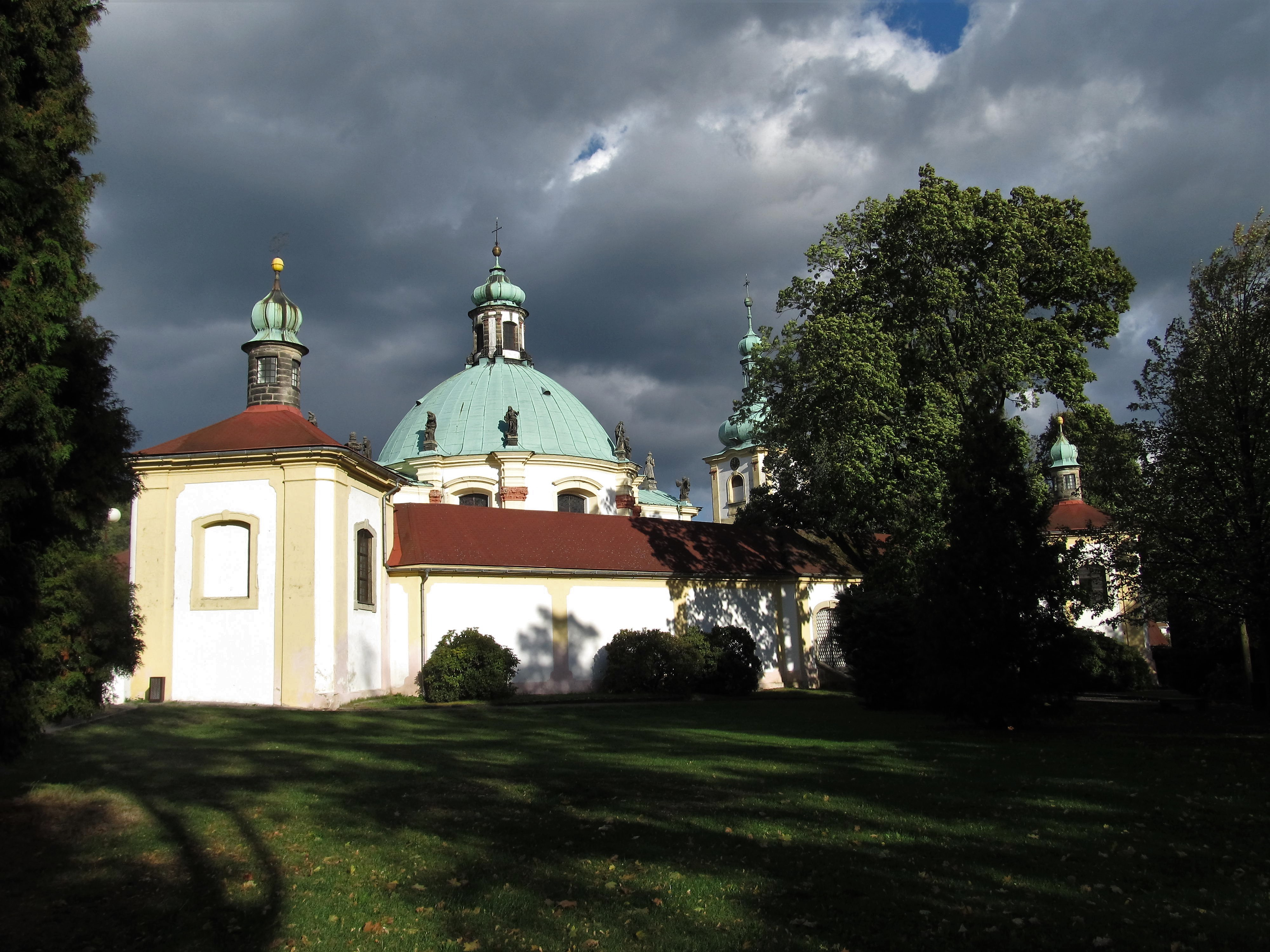
Каплиця Різдва Пр. Богородиці
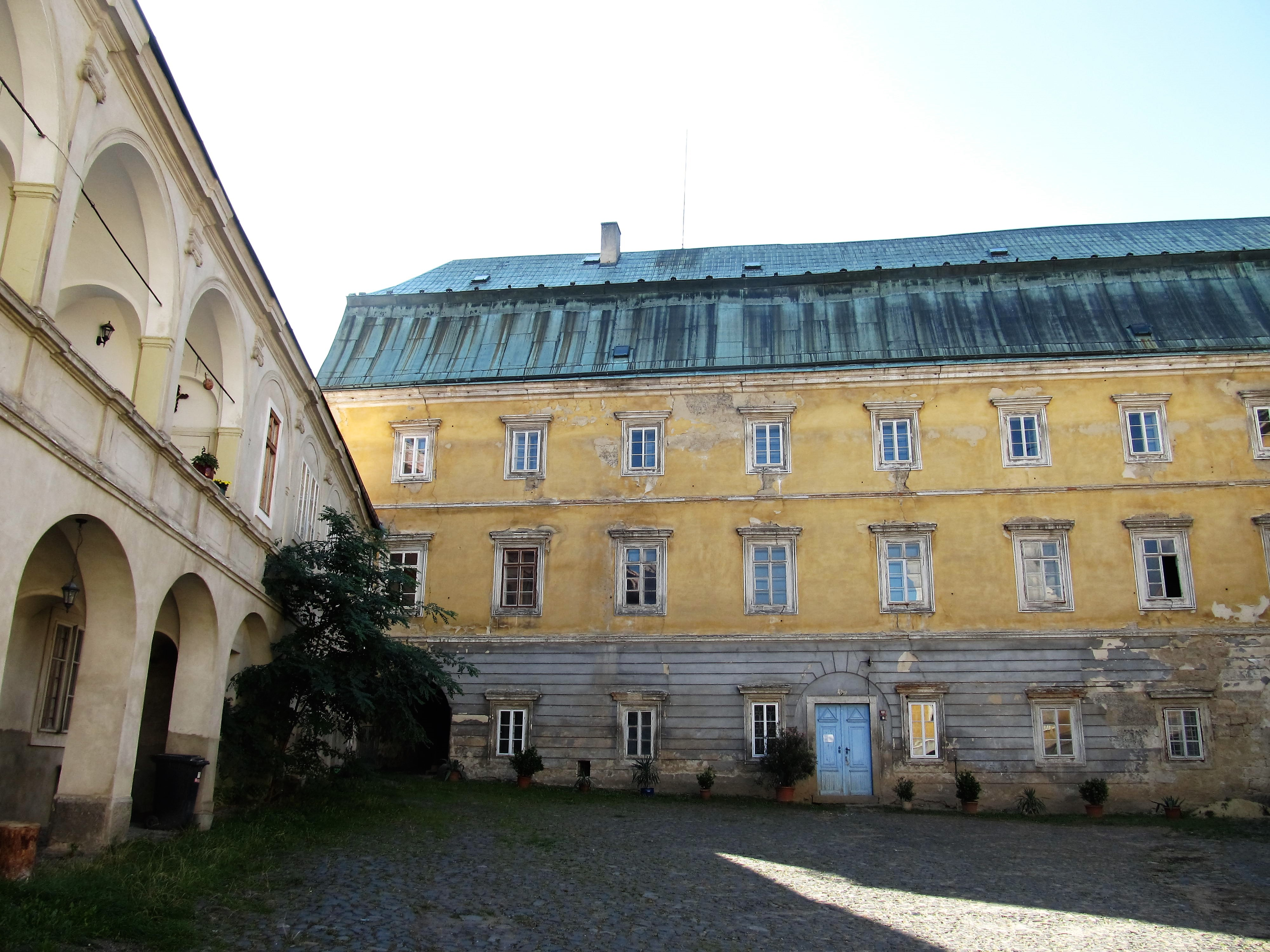
Подвір'я замку
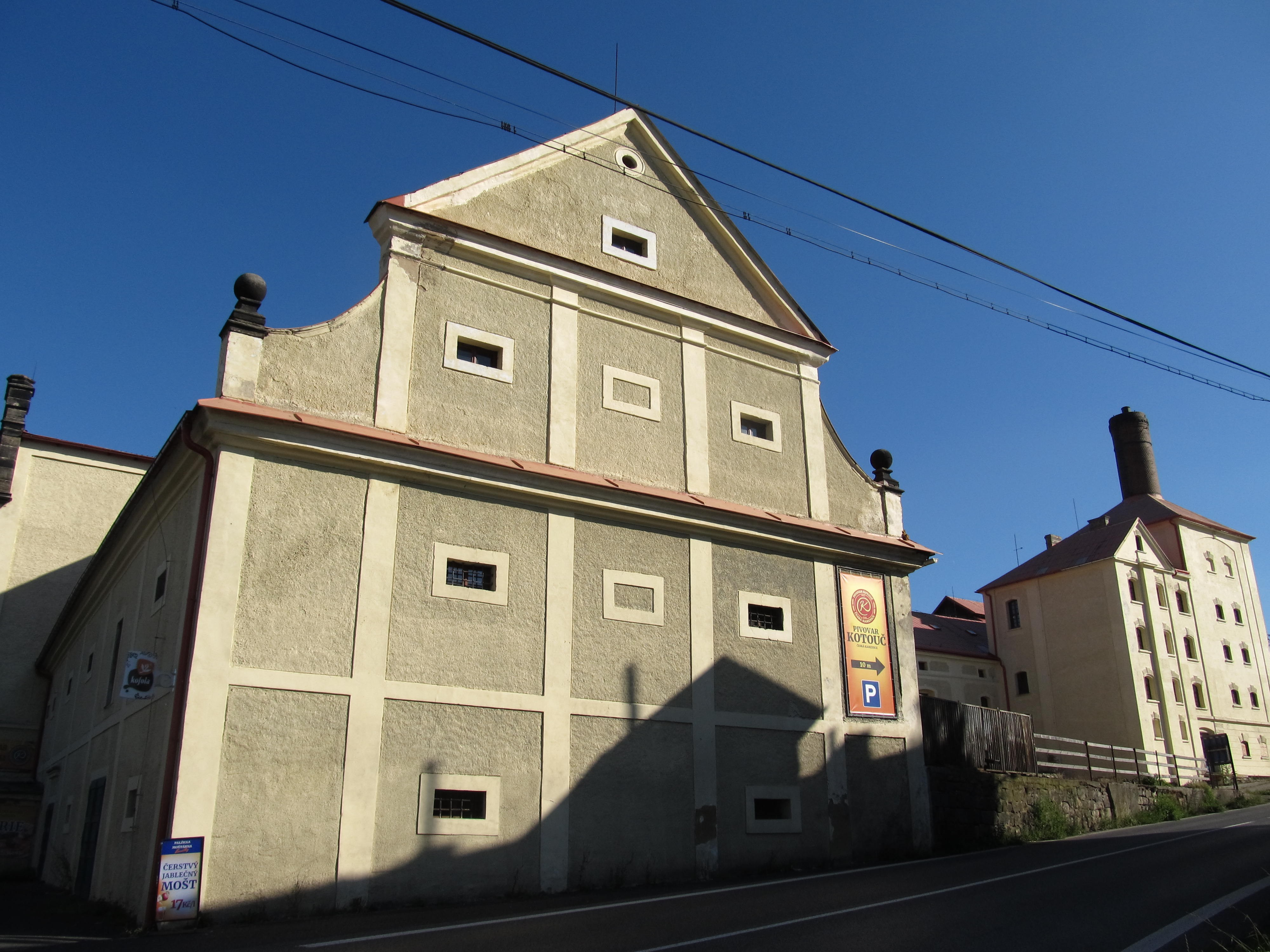
Пивоварня
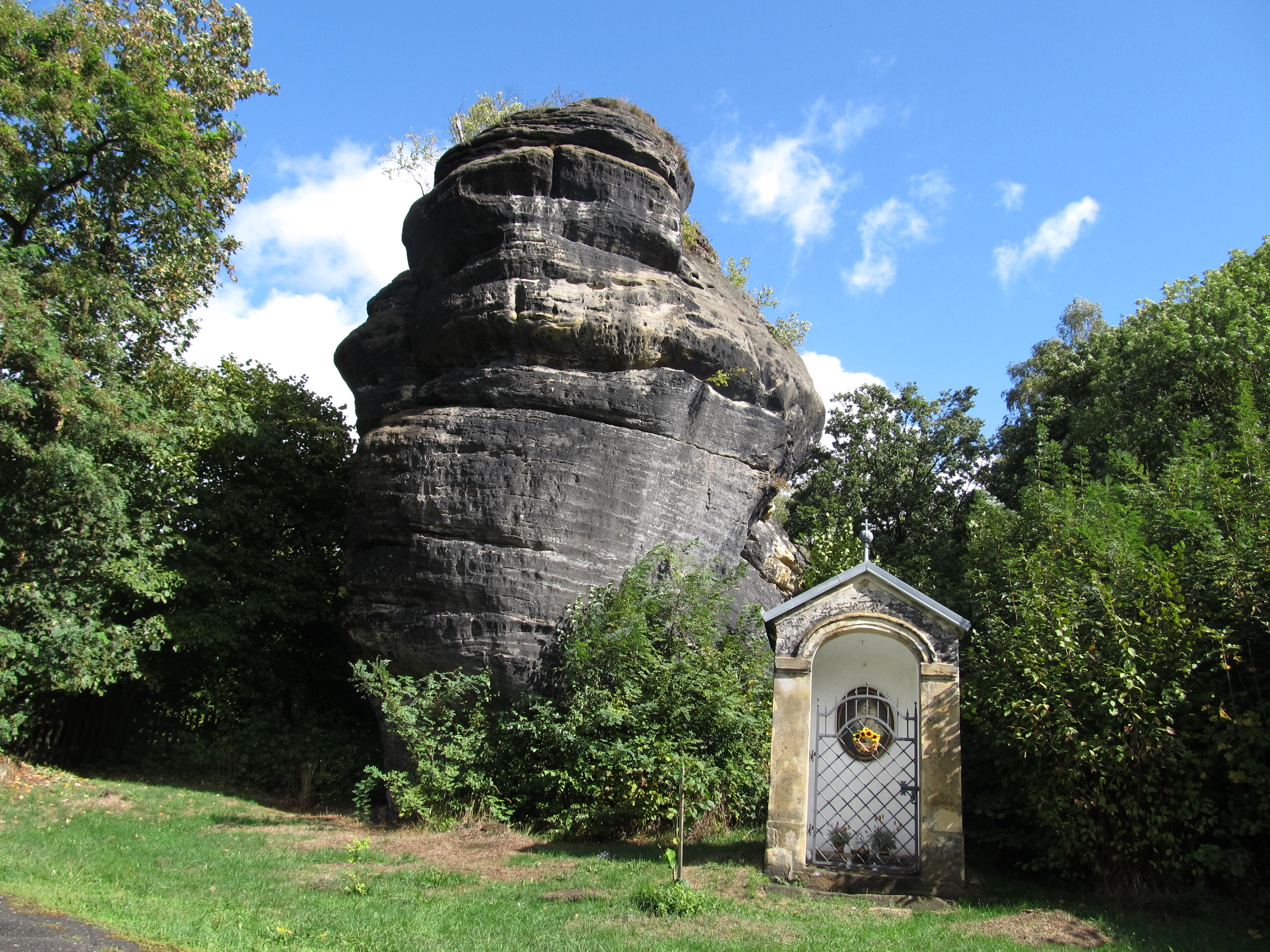
Скеля Хрнчір
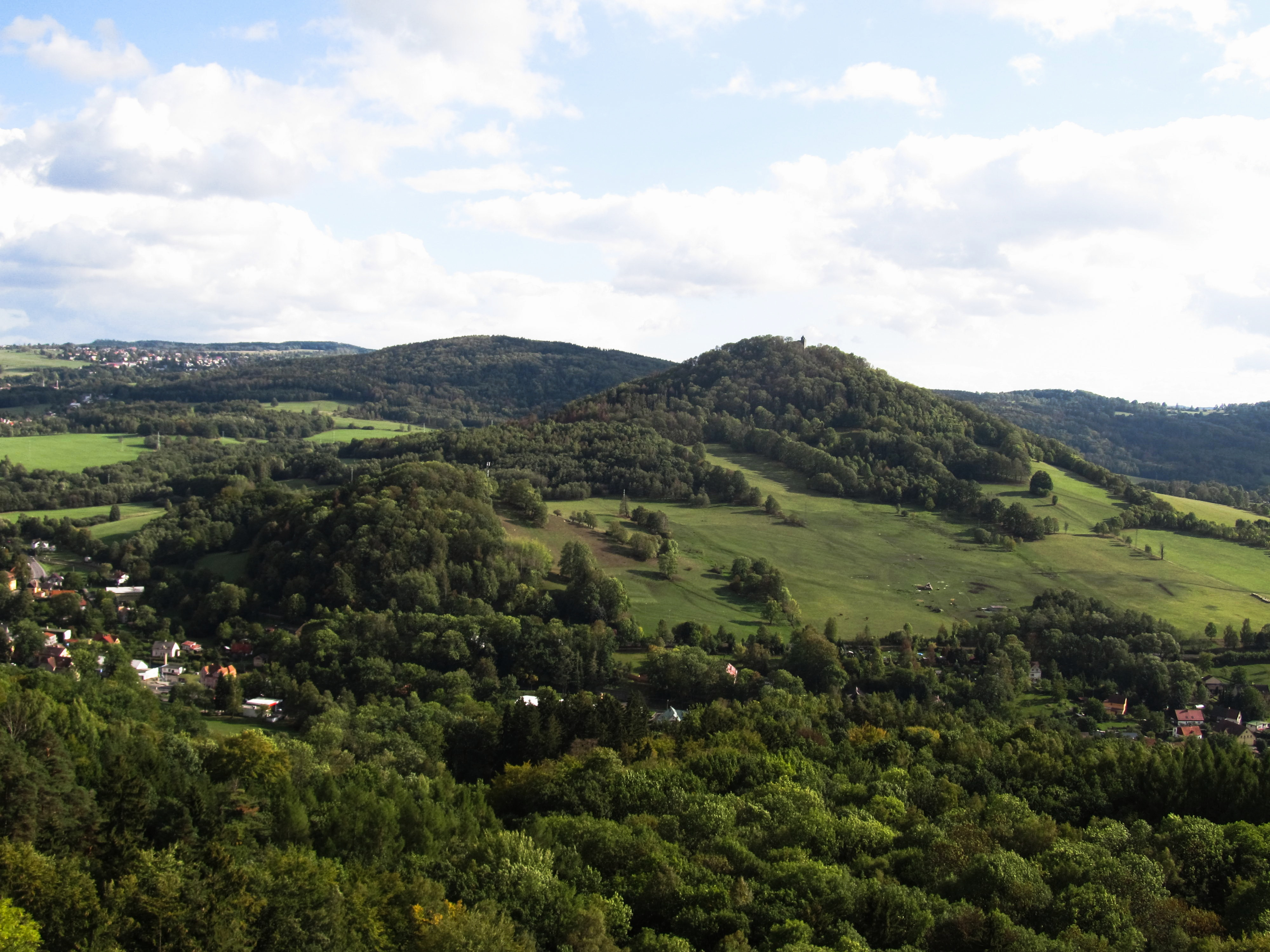
Замковий пагорб